# Valgrind
«Valgrind» (/ vælɡrɪnd /) — інструмент програмування для налагодження використання пам'яті, виявлення витоків пам'яті, а також профілювання. Назва valgrind взято з германо-скандинавської міфології, де є назвою головного входу в Вальгаллу.
«Valgrind» спочатку був створений як вільний інструмент для налагодження використання пам'яті в операційній системі Linux для архітектури x86, але пізніше розвинувся в узагальнений фреймворк для створення інструментів динамічного аналізу використання пам'яті, перевірки безпечності роботи з потоками і профілювання. Використовується в багатьох проектах на базі Linux. Починаючи з версії 3.5, «Valgrind» також працює і під Mac OS X.